# Osypané břehy
Osypané břehy jsou přírodní památka v přírodním parku Strážnické Pomoraví. Nachází se na Jižní Moravě 2,5 km severozápadně od města Strážnice. Leží na řece Moravě, jeden kilometr před soutokem s Veličkou. V těsné blízkosti rezervace je velká pískovna (dobývací prostor Bzenec-Přívoz).
Osypané břehy jsou součástí evropsky významné lokality soustavy Natura 2000 Strážnická Morava a ptačí oblasti Bzenecká Doubrava – Strážnické Pomoraví. Natáčely se zde exteriéry filmu režiséra Karla Zemana Cesta do pravěku.
Chráněné území tvoří tři meandry řeky Moravy a jejich bezprostřední okolí. Jde o vyvinuté meandry části řeky Moravy vzniklé jejím přirozeným vývojem v sedimentech údolní nivy. Na styku meandrujícího toku s uloženinami vátých písků vznikl na nárazovém břehu unikátní geomorfologický výtvor – písečná stěna převyšující až o 12 m okolní nivu. Jedinečná je rovněž přítomnost rozsáhlých odkryvů v říčním korytě umožňující výzkum říčních a vátých sedimentů oblasti. V neposlední řadě je tento úsek řeky Moravy významným biotopem řady vzácných a chráněných druhů organismů.

## Geologie a půdy
Geologickým podkladem lokality jsou brakické a sladkovodní pánevní usazeniny (třetihorní mořské sedimenty souvrství písků a jílů, čtvrtohorní říční sedimenty štěrkopísků a při záplavách vzniklé sedimenty písčito-jílovitých aluviálních hlín). Spodní část nivy tvoří modrošedé písčité štěrky würmského stáří, na nichž leží v severozápadní části území naváté písky. Okraj vátých písků byl částečně erodován řekou Moravou.
Půdy v nivě jsou naplavené hnědozemě jílovitého až glejovitého charakteru. Jsou po většinu roku mokré, dobře zásobené minerálními živinami a humusem. Na vátých píscích se vyvinula oligotrofní (živinami chudá) písčitá hnědozem.

## Flora a fauna
Z rostlin se zde vyskytují především pískomilné druhy, např.: kolenec jarní, pavinec horský (Jasione montana), silenka ušnice (Silene otites). Z živočichu jsou to např.: hrouzek běloploutvý (Romanogobio albipinnatus), bobr evropský (Castor fiber), ještěrka zelená (Lacerta viridis), kulík říční (Charadrius dubius), pisík obecný (Actitis hypoleucos), ledňáček říční (Alcedo atthis), volavka popelavá (Ardea cinerea), čáp bílý (Ciconia ciconia), vodouš rudonohý (Tringa totanus), mlynařík dlouhoocasý (Aegithalos caudatus), moudivláček lužní (Remiz pendulinus). 

## Předmět ochrany
Cílem je zachovat přirozené koryto řeky Moravy, včetně specifických biotopů, které činnost řeky podmiňuje, a charakter lužní krajiny. Dále je cílem usilovat o dosažení druhové a prostorové diverzity lesních porostů s vysokým podílem geograficky a stanovištně původních druhů dřevin a udržet biodiverzitu.

## Fotogalerie

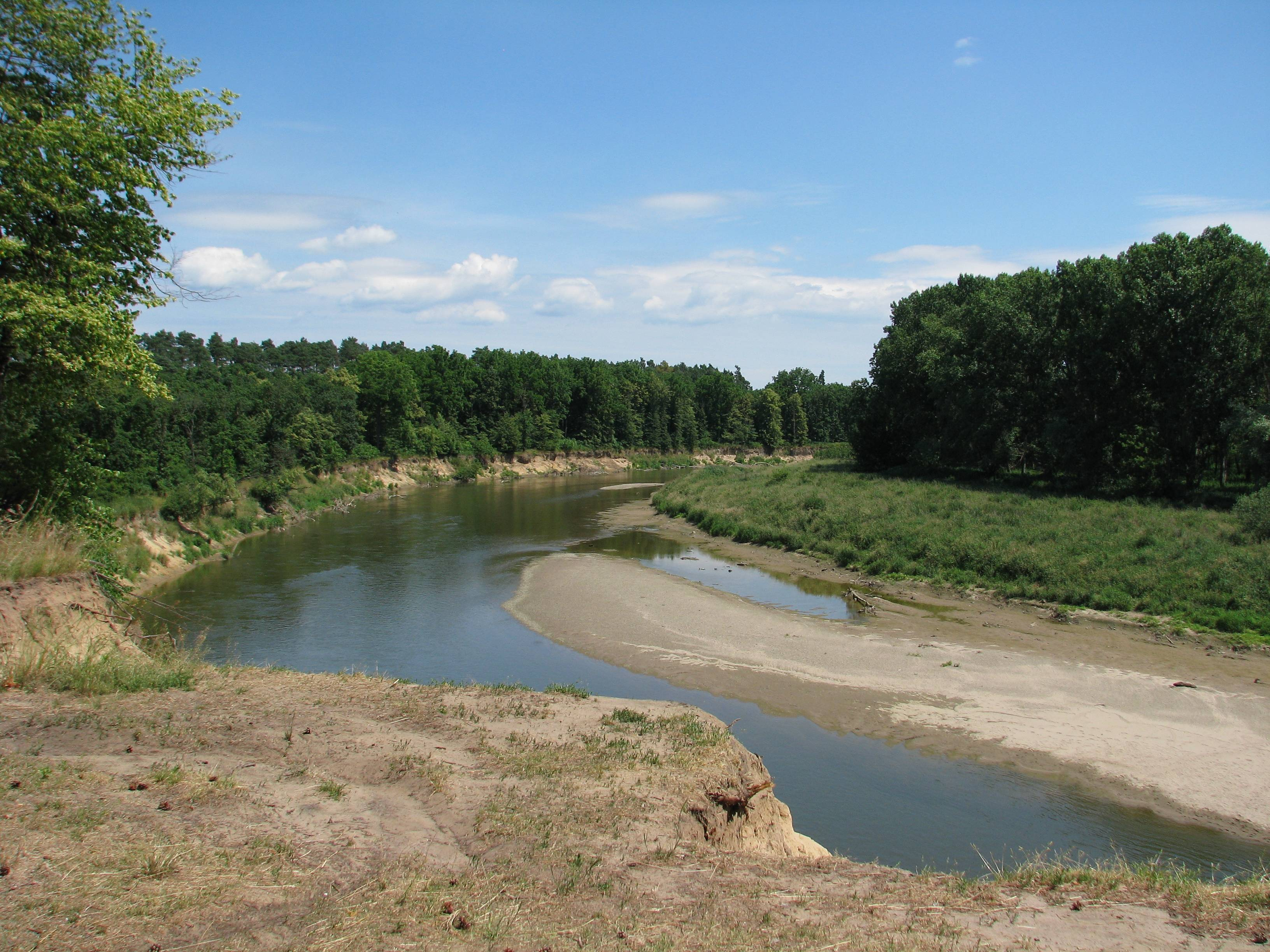
Osypané břehy
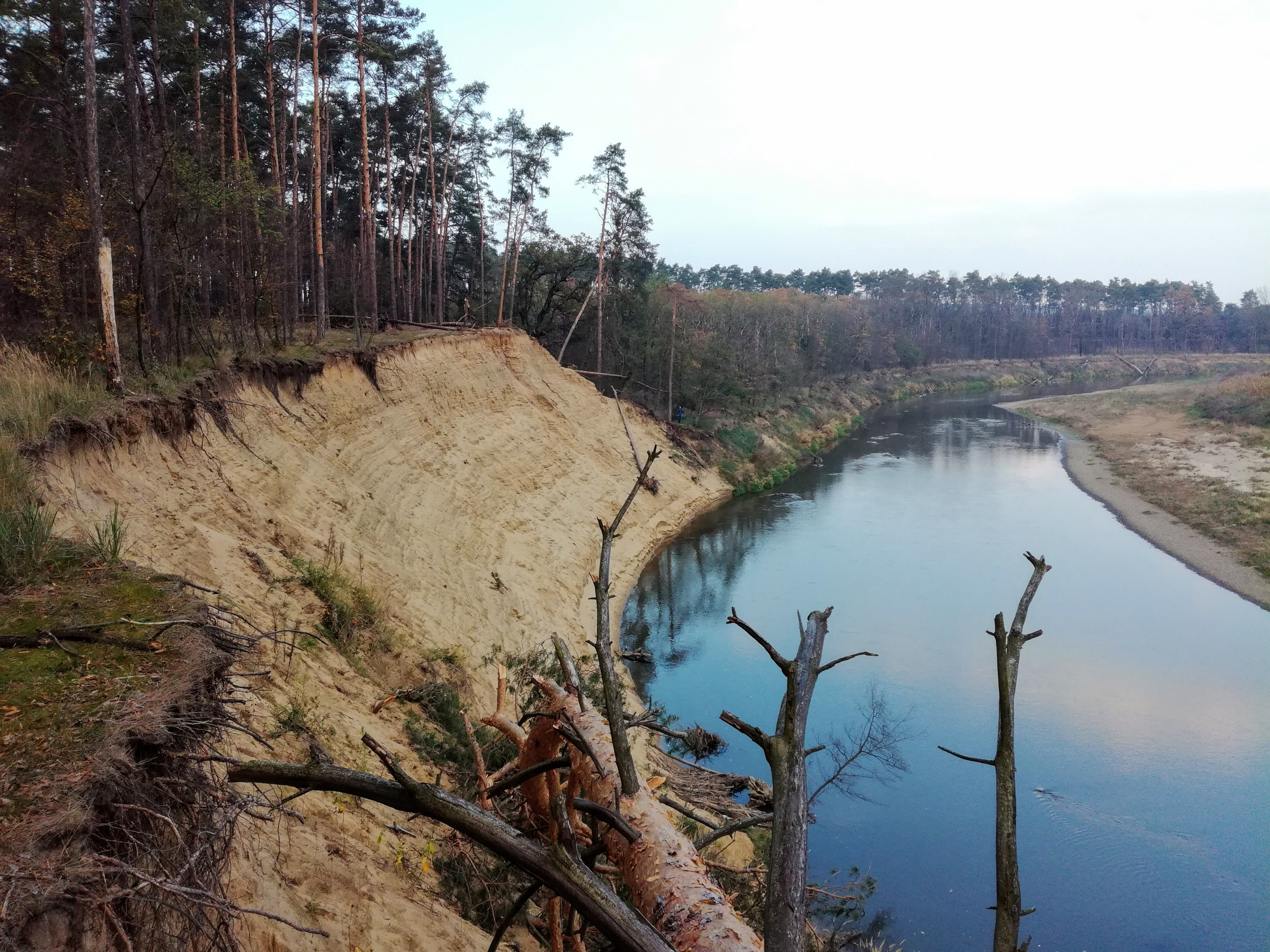
PP Osypané břehy (zima 2018)